# Ratusz w Schweinfurcie
Ratusz w Schweinfurcie (niem. Altes Rathaus) – zabytkowy ratusz w Schweinfurt (Bawaria).
Ratusz wybudowany w latach 1570–1572. Na wieży ratuszowej znajduje się herb cesarza Maksymiliana II, który pod szponami ma dwa herby miasta Schweinfurt. Poniżej na balustradzie balkonu umieszczono herby siedmiu elektów cesarstwa (principes electores imperii), czyli trzech książąt kościelnych (arcybiskupów Trewiru,  Kolonii, Moguncji) oraz czterech książąt świeckich (króla Czech, hrabiego Palatynatu Renu, księcia Saksonii i margrabiego Brandenburgii). 

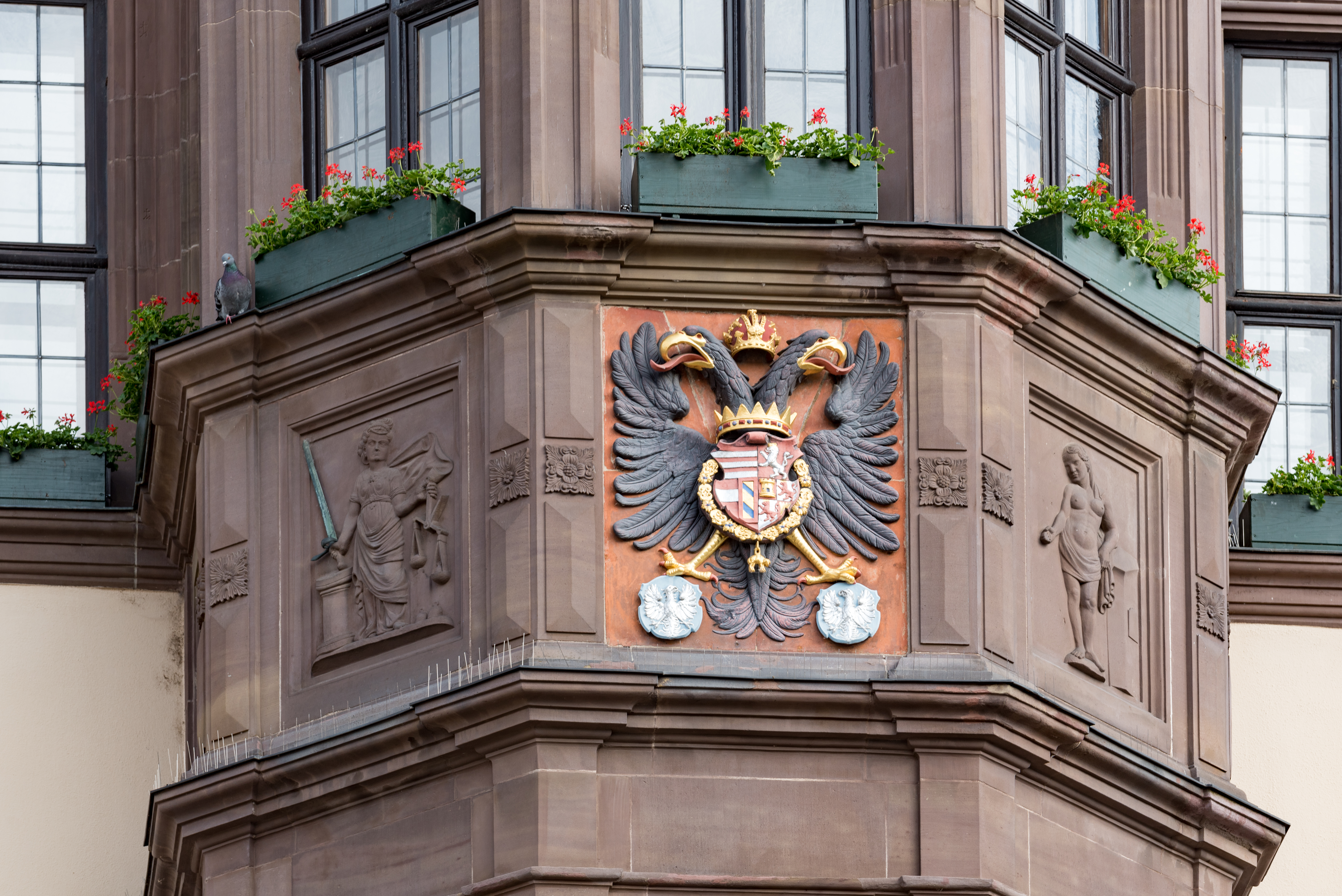
Herb Maksymiliana II
Herb Maksymiliana II
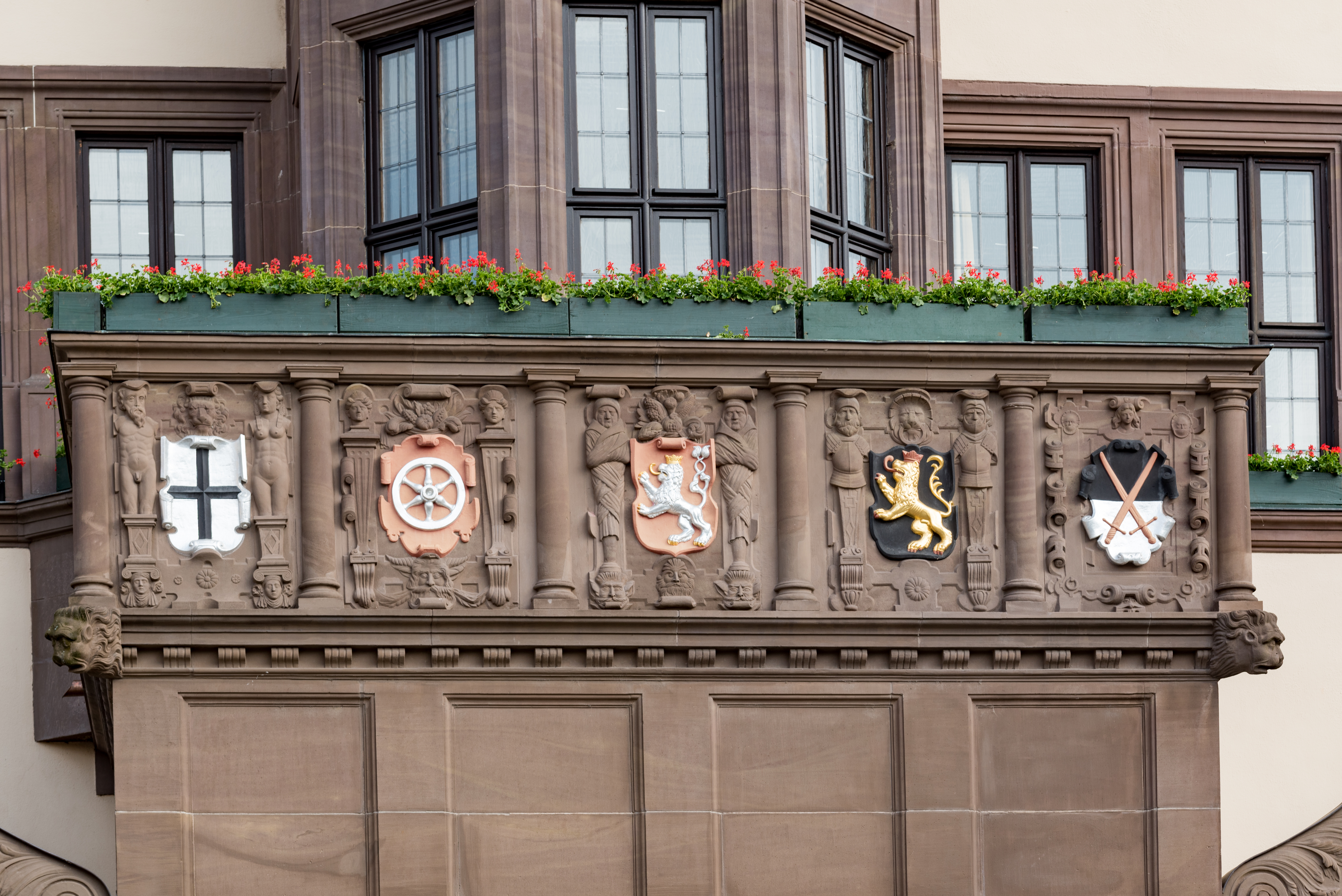
Balkon z herbami
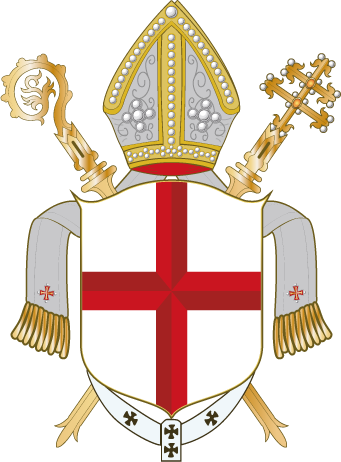
Herb Elektoratu Trewiru
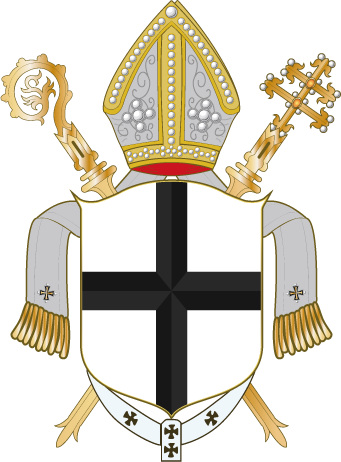
Herb Elektoratu Kolonii
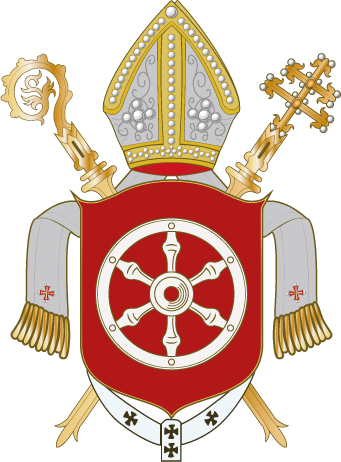
Herb Arcybiskupstwa Moguncji
Herb Czech
Herb Palatynatu
Herb Saksonii
Herb Brandenburgii